# Грибинча, Михай
Михай Грибинча (рум. Mihai Gribincea; род. 27 августа 1963, с. Минджир, Хынчештский район, Молдавская ССР, СССР) — молдавский государственный и политический деятель, дипломат. Чрезвычайный и полномочный посол.
Чрезвычайный и полномочный посол Республики Молдова в королевстве Бельгия, королевстве Нидерланды и Великом Герцогстве Люксембург, представитель Республики Молдова в НАТО (2010—2015). Чрезвычайный и полномочный посол Республики Молдова в Румынии, Черногории и Сербии (2015—2020).

## Биография
Родился 27 августа 1963 в селе Минджир Хынчештского района Молдавской ССР.

### Образование
В 1986 окончил исторический факультет Кишинёвского государственного университета имени В. И. Ленина.
В 1992 окончил факультет международных отношений Национальной школы политических и административных исследований в Бухаресте.
В 1995 защитил кандидатскую диссертацию по истории в Бухарестском университете, научный координатор Дину К. Джуреску.

### Трудовая деятельность
С 1992 по 1998 сотрудник министерства иностранных дел Республики Молдова.
С 1993 по 1994 работал в посольстве Республики Молдова в Российской Федерации.
С 1996 по 1998 — начальник департамента европейской безопасности и политических и военных вопросов министерства иностранных дел Республики Молдова.
Работал в миссиях ОБСЕ в Грузии (1996—1997) и в Хорватии (1999), в миссии ООН в Восточном Тиморе (1999—2001).
С 2001 по 2010 — политический советник Верховного комиссара ОБСЕ по делам национальных меньшинств.
С 26 июля 2010 по 4 июня 2015 — чрезвычайный и полномочный посол Республики Молдова в королевстве Бельгия, и по совместительству в королевстве Нидерланды (с 24 декабря 2010 по 2 октября 2013) и Великом Герцогстве Люксембург (с 24 декабря 2010 по 4 июня 2015), представитель Республики Молдова в НАТО.
14 октября 2011 присвоен дипломатический ранг «министр-посланник».
С 5 ноября 2015 по 1 июня 2020 — чрезвычайный и полномочный посол Республики Молдова в Румынии, и по совместительству в Черногории и Сербии (с 25 июля 2016).